# Bjälvern
Bjälvern är en sjö i Arvika kommun i Värmland och ingår i Göta älvs huvudavrinningsområde. Sjön är 8 meter djup, har en yta på 1,06 kvadratkilometer och är belägen 85,1 meter över havet. Sjön avvattnas av vattendraget Vaggeälven (Kivilampälven).

## Delavrinningsområde
Bjälvern ingår i det delavrinningsområde (662978-131680) som SMHI kallar för Utloppet av Bjälvern. Medelhöjden är 130 meter över havet och ytan är 6,02 kvadratkilometer. Räknas de 54 avrinningsområdena uppströms in blir den ackumulerade arean 975,19 kvadratkilometer. Vaggeälven (Kivilampälven) som avvattnar avrinningsområdet har biflödesordning 3, vilket innebär att vattnet flödar genom totalt 3 vattendrag innan det når havet efter 283 kilometer. Avrinningsområdet består mestadels av skog (52 procent) och jordbruk (18 procent). Avrinningsområdet har 1,04 kvadratkilometer vattenytor vilket ger det en sjöprocent på 17,3 procent.